# Benito Pigato
Benito Pigato (ur. 14 marca 1944 w San Martino di Venezze) – włoski kolarz szosowy, dwukrotny medalista mistrzostw świata.

## Kariera
Pierwszy sukces w karierze Benito Pigato osiągnął w 1967 roku, kiedy wspólnie z Lorenzo Bosisio, Flavio Martinim i Vittorio Marcellim zdobył brązowy medal w drużynowej jeździe na czas podczas mistrzostw świata w Heerlen. W drużynie z Marcellim, Martinim i Giovannim Bramuccim powtórzył ten wynik na rozgrywanych rok później mistrzostwach świata w Montevideo. Nigdy nie wystąpił na igrzyskach olimpijskich. Jako zawodowiec startował w latach 1969-1970.